# L-serin-fosfatidiletanolamin fosfatidiltransferaza
L-serin-fosfatidiletanolamin fosfatidiltransferaza (EC 2.7.8.29, fosfatidilserinska sintaza 2, enzim II razmene serina, PTDSS2 (gen)) je enzim sa sistematskim imenom L-1-fosfatidiletanolamin:L-serin fosfatidiltransferaza. Ovaj enzim katalizuje sledeću hemijsku reakciju
-1-fosfatidiletanolamin + L-serin {\displaystyle \rightleftharpoons } -1-fosfatidilserin + etanolamin
Enzim sisara katalizuje reakciju razmene u kojoj se polarna čeona grupa fosfatidiletanolamina zamenjuje L-serinom.

## Literatura
- Nicholas C. Price; Lewis Stevens (1999). Fundamentals of Enzymology: The Cell and Molecular Biology of Catalytic Proteins (Third изд.). USA: Oxford University Press. ISBN 019850229X.
- Eric J. Toone (2006). Advances in Enzymology and Related Areas of Molecular Biology, Protein Evolution (Volume 75 изд.). Wiley-Interscience. ISBN 0471205036.
- Branden C; Tooze J. Introduction to Protein Structure. New York, NY: Garland Publishing. ISBN 0-8153-2305-0.
- Irwin H. Segel. Enzyme Kinetics: Behavior and Analysis of Rapid Equilibrium and Steady-State Enzyme Systems (Book 44 изд.). Wiley Classics Library. ISBN 0471303097.

## Spoljašnje veze
- L-serine-phosphatidylethanolamine+phosphatidyltransferase на 